# Изба Туницкого из деревни Пырищи
Изба Василия Арсеньевича Туницкого из деревни Пырищи Крестецкого района — памятник архитектуры. Расположен в Великом Новгороде, современный адрес дома — Витославлицы, строение 8.
Это чёрная изба, построенная в 1870-е — 1890-е годы (датировка проведена по архитектурным признакам — размерам и оформлению окон и дверей, сравнительно хорошем состоянии брёвен). У неё высокий подклет, по двум сторонам идёт прикролек, передок, сзади к жилой части прирублен двухъярусный хозяйственная двор, объединённый с избой одной тесовой с выносом крышей (самцово-слеговой над избой и стропильно-слеговой над двором). Крыша украшена резными причелинами, полотенцами, деревянной тубой, охлупнем и курицами, поддерживающими водотечники. В здании открыта экспозиция «Хозяйство и быт новгородского крестьянина осенью». Размеры избы — 6,8 × 6,8 × 8,6 м, длина с двором — 19,4 м, ширина двора — 11 м.
Впервые изба была обследована в декабре 1974 года, здание перевезли в Витославлицы и отреставрировали (восстановив нижние венцы, двор — типового вида, передок, прикролек, печь, лавки, полати и перегородки, декор — по аналогии с образцами из региона) в 1975—1976 годах по проекту Л. Е. Красноречьева. Туницкий владел избой на протяжении последних 15 лет её расположения в деревне, предыдущие хозяева не установлены, но известно, что то ли в период коллективизации, то ли до революции подклет избы использовался как товарная лавка.